# Castrul roman Aizis
Pe locul unde se găsește în prezent localitatea Fârliug, din județul Caraș-Severin se presupune că, după primul război daco-roman, Traian a transformat cetatea dacică Aigizidava într-un castru roman pe care l-a redenumit în latină Aizis.

## Istoric
Prezența unui castru roman aici nu este dovedită arheologic dar este presupusă de cei mai mulți istorici: Gh. Lazarovici, N. Gudea și I Moțu , ș.a. Castrul se înscria pe linia limesului bănățean, care reprezenta o „linie de castre ce funcționează din primul război, având următoarele castre: Arcidava, Surduc (Centum Putei), Berzovia (Berzobis), Fârliug (Aizis), Capul Boului (azi Păltiniș fost Caput Bubali)" . Tot atunci s-au construit și cele două drumuri romane: Lederata - Tibiscum și Dierna - Tibiscum, sau, dacă au fost construite mai înainte, au fost refăcute și mărite.
Scrierea împăratului Marcus Ulpius Traianus (98-117), intitulată Dacica, în care acesta relata campaniile armatei romane în Dacia în anii 101-102 si 105-106, s-a pierdut, din ea păstrându-se o singură propoziție: „inde Berzobi deinde Aizim processimus” (de acolo am înaintat la Berzobis și pe urmă la Aizis), fragment păstrat de grămăticul Priscianus (VI; 13), Ptolemeu (Geografia; IV; 14).